# Sindang-dong, Seoul
Sindang-dong (koreanska: 신당동) är en stadsdel i stadsdistriktet Jung-gu i Sydkoreas huvudstad Seoul.

## Indelning
Administrativt är Sindang-dong indelat i:
| Namn      | Namn              | Yta km² | Invånare 31 dec 2020 |
| --------- | ----------------- | ------- | -------------------- |
| 신당동    | Sindang-dong      | 0,39    | 10 867               |
| 신당제5동 | Sindang 5(o)-dong | 0,55    | 9 191                |